# یواس‌اس آرکادیا (اس‌پی-۸۵۶)
یواس‌اس آرکادیا (اس‌پی-۸۵۶) (به انگلیسی: USS Arcadia (SP-856)) یک کشتی بود که طول آن ۵۵ فوت ۰ اینچ (۱۶٫۷۶ متر) بود. این کشتی در سال ۱۹۱۵ ساخته شد.